# 卡米耶-莱奥尼·东西厄

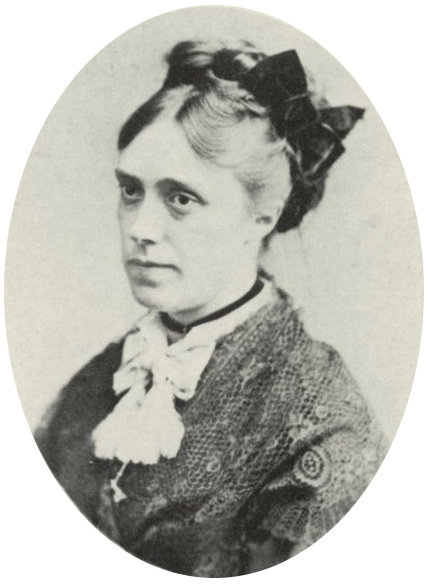
卡米耶·莫奈，1871年

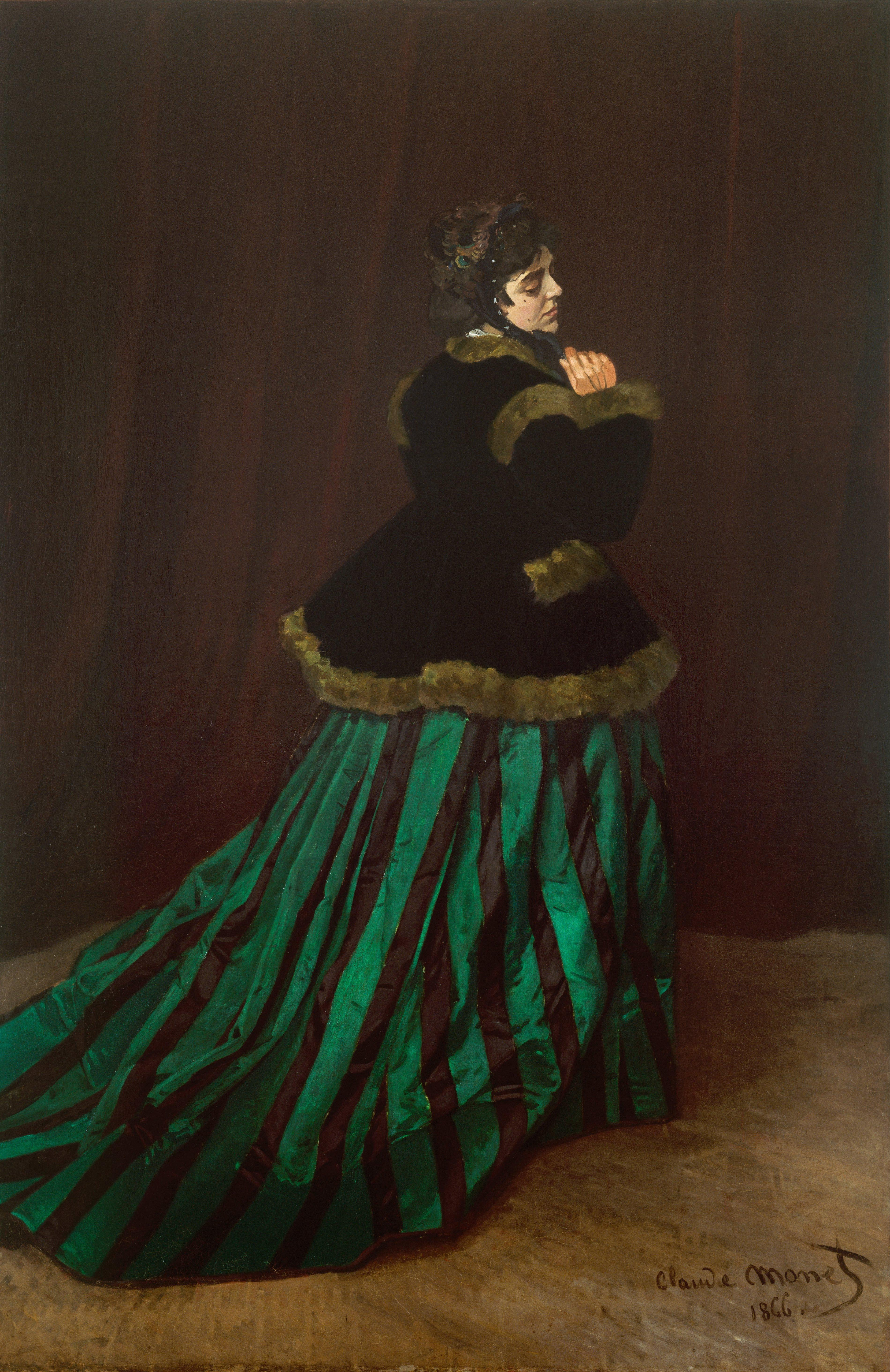
《绿衣女子》，1866年

卡米耶-莱奥尼·东西厄（法語：Camille-Léonie Doncieux，法語發音：[kamij leɔni dɔ̃sjø]；1847年1月15日-1879年9月5日）是法国画家克洛德·莫奈的第一任妻子，她与莫奈育有两个儿子（简·莫奈、米歇尔·莫奈）。莫奈、皮埃尔-奥古斯特·雷诺阿以及愛德華·馬奈的许多画作都以卡米耶主题。

## 早期生活
卡米耶-莱奥尼·东西厄于1847年1 月15日出生在La Guillotiere 镇，现属于法国里昂。她的父亲夏尔·克洛德·东西厄 (Charles Claude Doncieux) 是一名商人。  在法蘭西第二帝國初期（1852-1870 年），他与妻子和女儿搬到靠巴黎的索邦神学院附近。她的妹妹出生几年之后，他们全家搬到了巴特诺尔斯，现在位于巴黎西北部。 巴特诺尔斯很受艺术家的欢迎。 
卡米耶在青年时期便开始当模特。 1865 年，她遇到了比她大 7 岁的莫奈，并成为他为众多画作的模特。在莫奈贫苦的职业生涯的起步时期，卡米耶与莫奈是情妇关系。莫奈的姑姑和父亲不支持他与卡米耶的这层关系。在卡米耶与怀他们的第一个孩子期间，莫奈将她留在巴黎他姑妈的乡村庄园，以保证他能每个月从家人那里收到支票，并让他看起来不再与卡米耶有关系。她被留在巴黎，没有人出钱照顾她。  

## 婚姻和孩子

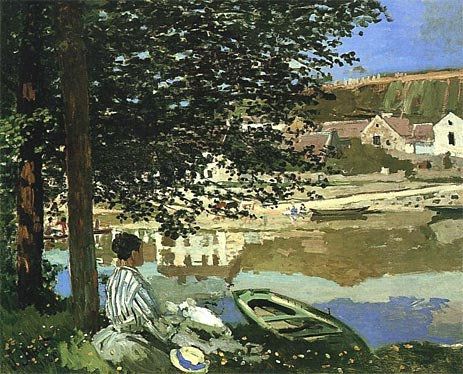
《贝讷库尔的塞纳河景》， 1868 年

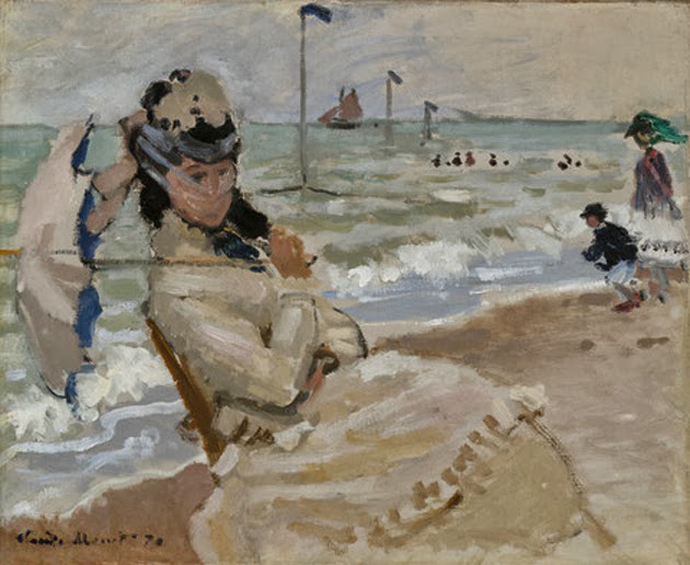
《卡米耶在滨海特鲁维尔的海滩》，1870 年，莫奈创作于蜜月期间

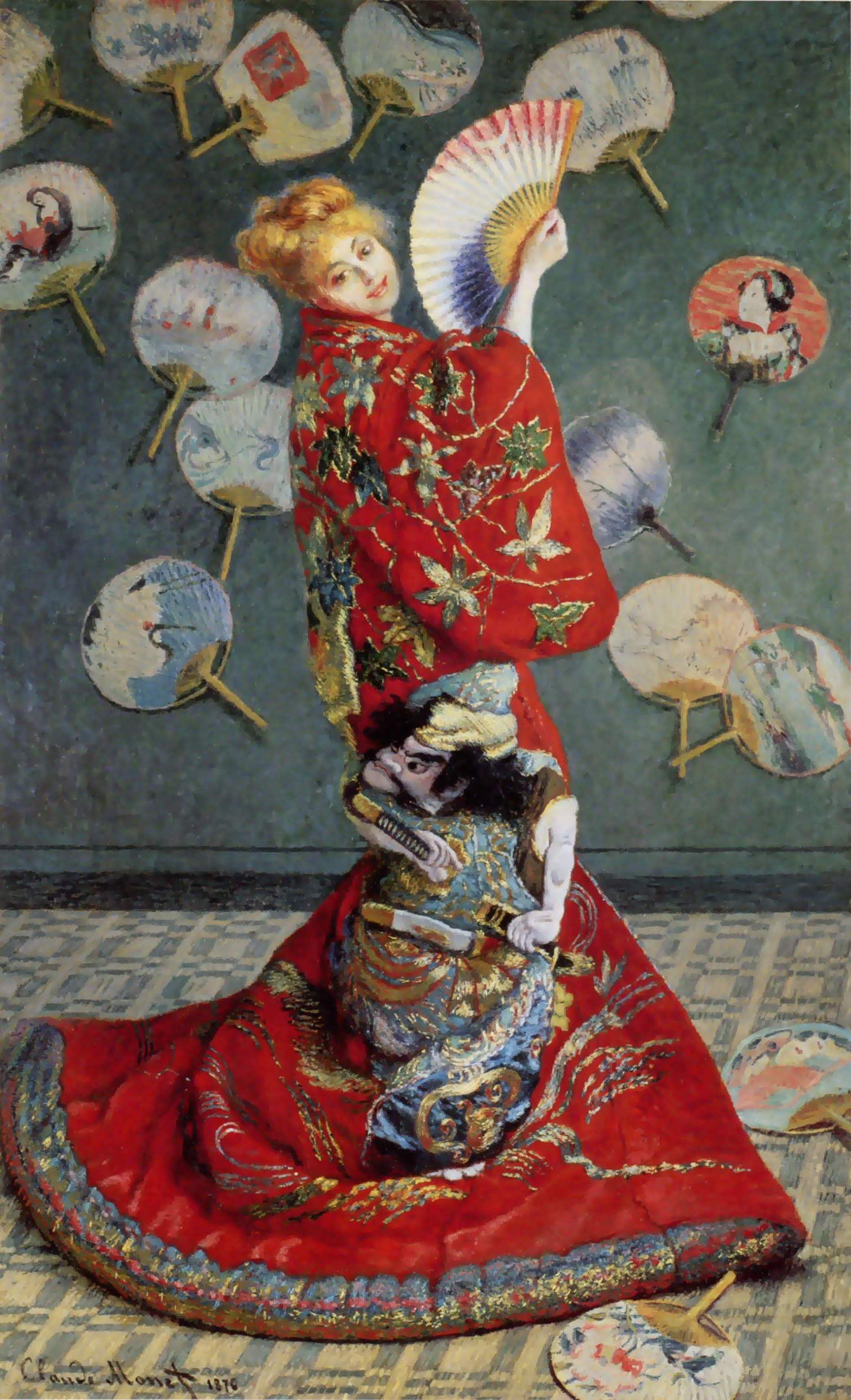
《日本女人》， 1876 年

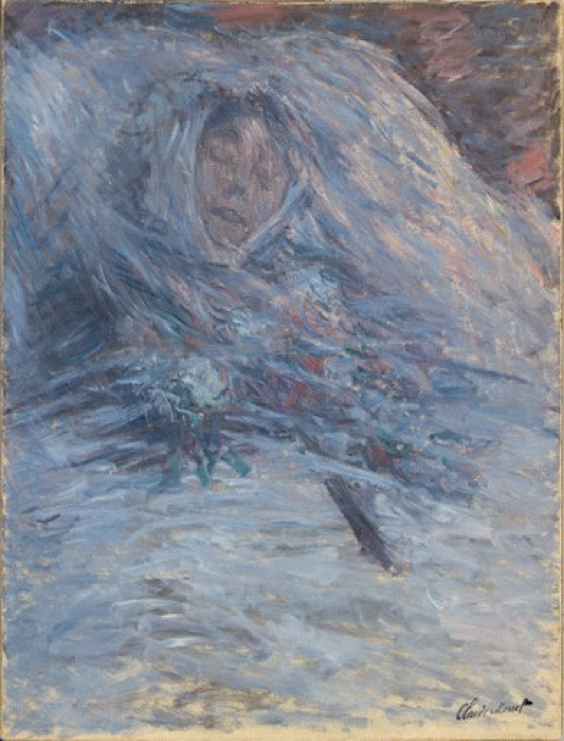
《卡米耶·莫奈临终前》，1879

1867年8月8日，卡米耶·东西厄在巴黎生下了她与克洛德·莫奈的第一个儿子简·克劳德。莫奈整个夏天都几乎在圣阿德雷斯拜访他的父亲和姑姑。后来他回到巴黎，陪同卡米耶生产。年底他回到巴黎度假，同卡米耶和简一共住在一间冰冷的一居公寓。  1868年，莫奈返回巴黎，同妻儿住在一起。他向他的父亲和姑姑隐瞒了这个事实。他们认为莫奈已经抛弃了“他的情妇和孩子”。为了躲避债主，并且削减房租，三人在次年春天搬到了位于贝讷库尔附近风景优美的小村庄格洛通。他们后来因为没有钱付房租而被赶出了旅馆。卡米耶和简住在乡下，而莫奈则试图赚钱维持生计。 
卡米耶和莫奈于1870年6月28日在巴黎第八区结婚。画家古斯塔夫·库尔贝担任证婚人。尽管莫奈的父亲因为不同意他们的婚事而没有出席，但卡米耶的父母还是出席了仪式。 结婚后，卡米尔收到了1200法郎的嫁妆。这1200法郎是卡米耶父亲投资所获得的利息。她的父母规定，嫁妆钱应该放在卡米尔名下的单独账户中。这样做是为了保护这笔钱免受莫奈的债权人的侵害。 这对夫妇带着他们的儿子让度蜜月到滨海特鲁维尔，住在特里沃利酒店。继续逃避债权人，莫奈还试图避免在普法战争期间被征召入伍。他离开自己的妻儿去勒阿弗尔看望他生病的父亲。大概是从父亲那里得到了一笔钱，莫奈此后便前往英国，并让卡米尔和简于1870年10月在英国与他会面。 
直到1871年初，他们一直住在巴斯广场，也就是现在的伦敦肯辛顿高街。正是在这里，莫奈创作了他在伦敦创作的唯一一幅有关于卡米耶的画作，题为“休息” ，卡米耶坐在躺椅上，膝盖上放着一本书。 
莫奈的资助者埃内斯特·霍舍德和爱丽丝·霍舍德因“生活过于奢侈”而失去财富后，与莫奈住在一起。他们一开始一起住在韦特伊 ，然后这两家人搬到了位于拉罗什吉永的一处临街的更大的房子里。这栋房子可供霍舍德和莫奈家族的12名成员以及“少数仆人”居住。 
他们的第二个儿子米歇尔于1878年3月17日出生。此时卡米尔的健康状况进一步恶化。 

## 疾病与死亡
在霍舍德一家搬来一起居住之后不久，卡米尔病倒了。莫奈卖画所赚的大部分钱都用来支付她的医疗费用。埃内斯特的妻子爱丽丝在卡米耶生病期间照顾她的起居。 
一位神父于1879年8月31日在卡米耶的临终床前为其举行了最后的仪式，并虔诚地批准了莫奈夫妇的世俗婚姻。 
1879年9月5日，卡米耶在因盆腔癌在韦特伊去世。  （也有一些消息说她的死因是肺结核， 或是一次拙劣的堕胎）  莫奈在她临终床前画了她。  

## 艺术主题
她曾多次为丈夫做模特，包括画作《穿绿裙的女人》。这幅画在巴黎沙龙受到好评，并以800 法郎的价格出售给阿尔塞纳·乌赛。  除了是莫奈的灵感来源和喜爱的模特，卡米耶还为皮埃尔·奥古斯特·雷诺阿和爱德华·马奈做模特。

### 克劳德·莫奈为卡米耶创作的画
以下是画作的清单： 
- 草地上的午餐（中） ，1865 年
- 散步（巴齐耶和卡米耶） ，1865 年
- 卡米耶和一只小狗，1866 年
- 卡米耶或绿裙女人，1866 年
- 花园里的女人，1866
- 晚餐后，1868 年
- 贝讷库尔的塞纳河景，1868 年
- 着陆阶段, 1869
- 卡米耶坐在滨海特鲁维尔的海滩（Camille Sitting on the Beach at Trouville），1870 年
- 卡米耶在滨海特鲁维尔的海滩（Camille at the Beach at Trouville），1870 年
- 海滩上的卡米耶（Camille on the Beach），1870
- 沙发上的莫奈夫人，1871 年
- 春日，1872年
- 阳光下的紫丁香，1872年
- 红领巾：夫人的肖像莫奈, 1873
- 长凳，1873
- 紫丁香下的余生，1873
- 阿让特伊附近的罂粟花田，1873 年
- 卡米尔·莫奈在窗边，阿让特伊，1873 年
- 阿让特伊附近的步行，1873 年
- 卡米尔和简·莫奈在阿让特伊花园，1873 年
- 卡米尔和简在花园里，1873
- 坐在长凳上的女人，1874 年
- 花园中的艺术家一家，1875 年
- 卡米尔·莫奈和阿让特伊艺术家花园里的孩子，1875 年
- 莫奈夫人刺绣，1875 年
- 撑阳伞的女人——莫奈夫人和她的儿子，1875 年
- 圆形花坛（Corbeille de fleurs） ，1876 年
- 日本女人，1876 年
- 卡米尔在阿让特伊花园中，1876 年
- 花园中的女人，1876 年
- 在草地上，1876年
- 花园，蜀葵，1877 年
- 戴着一束紫罗兰的卡米尔肖像，1877 年
- 卡米尔在临终床前，1879

## 画廊

克劳德·莫奈的画
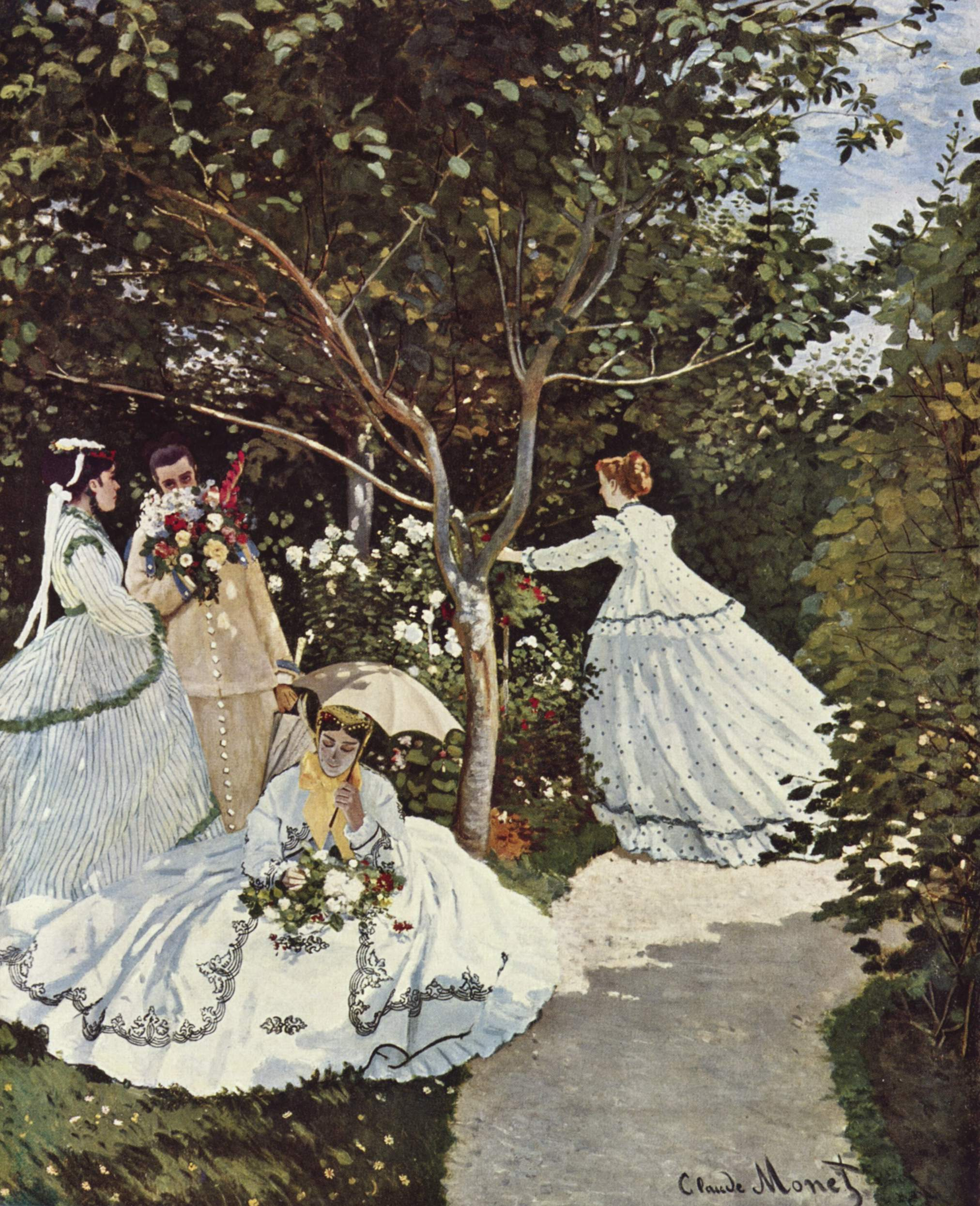
花园里的女人，1866
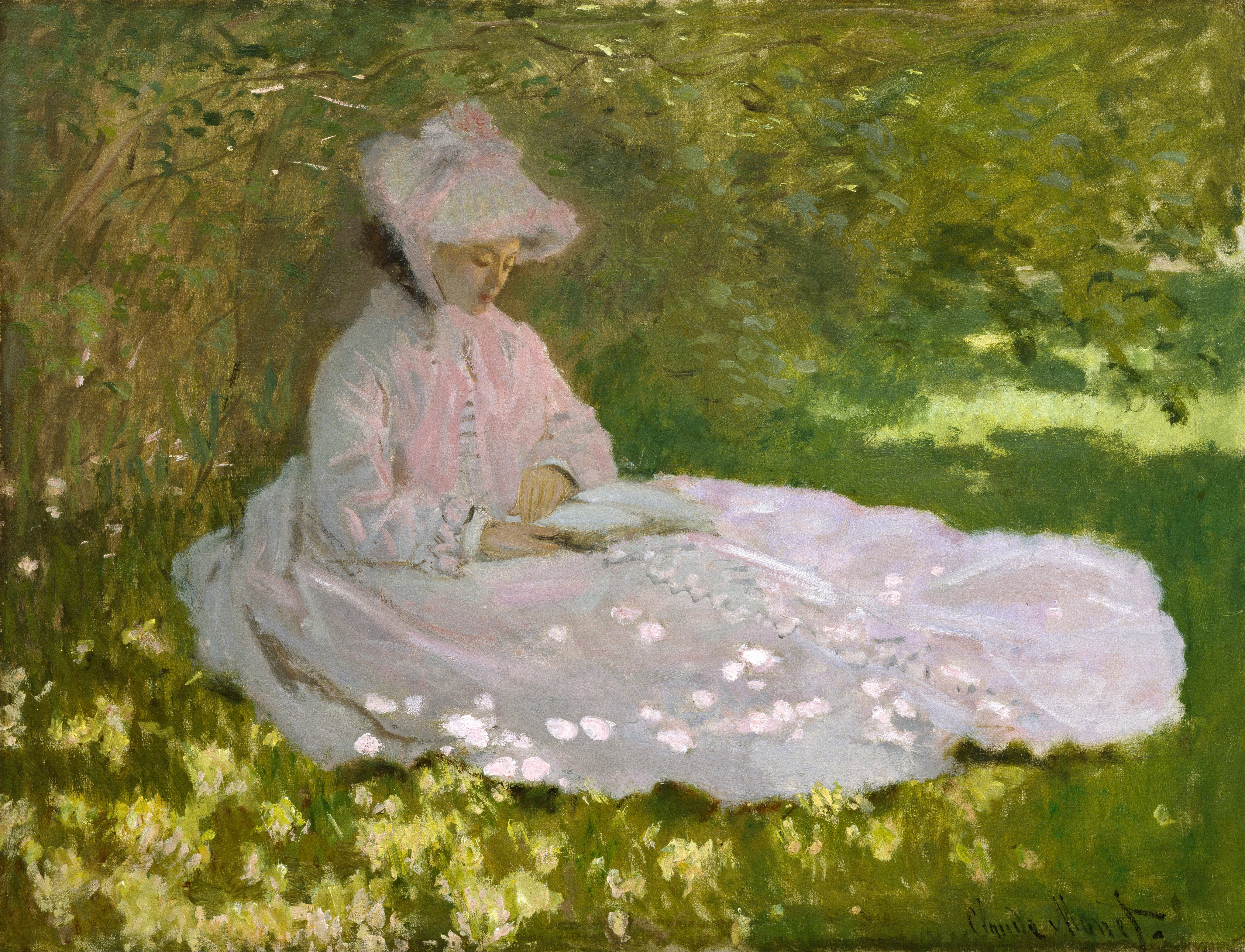
春天，1872年
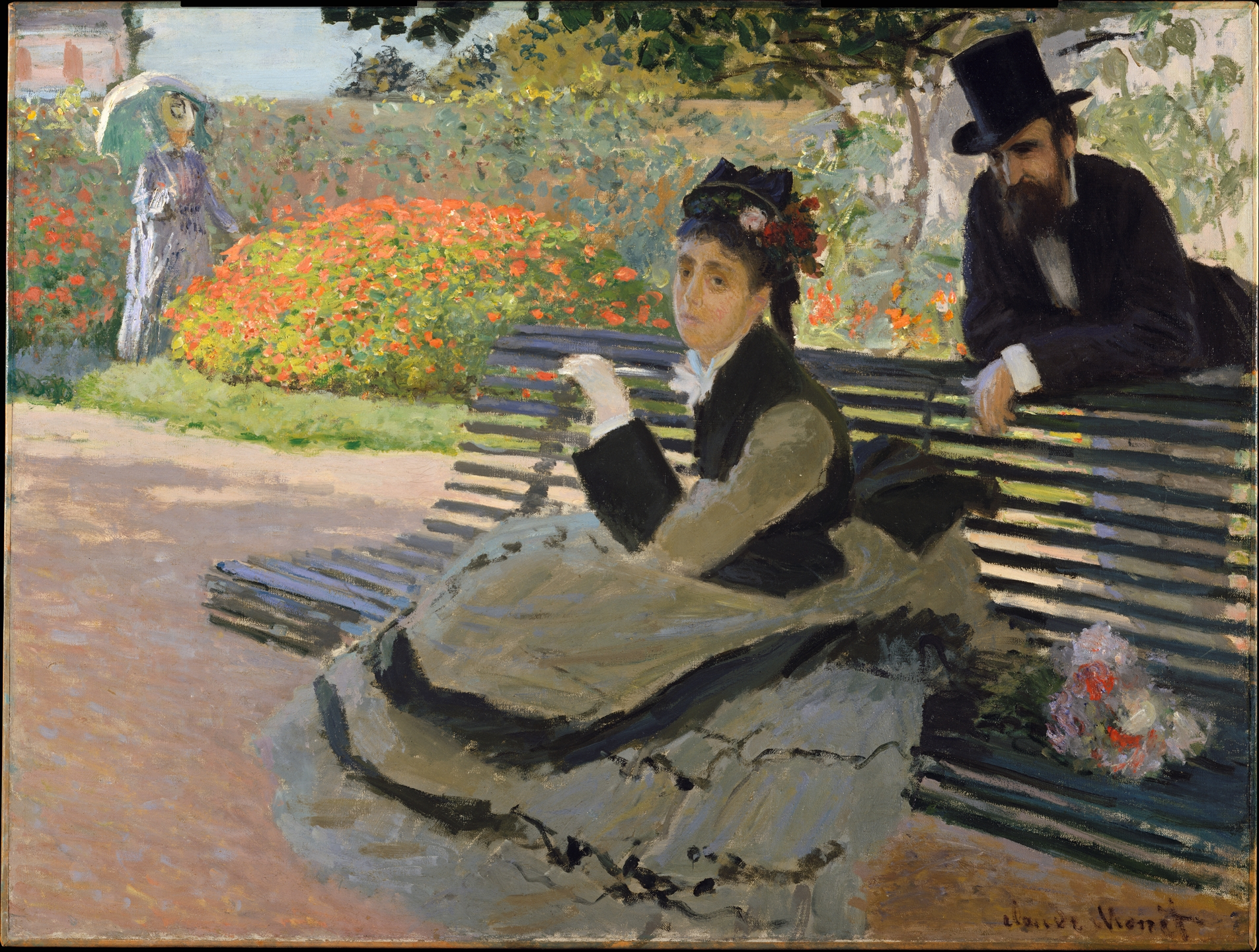
卡米耶·莫奈在花园长凳上，1873 年
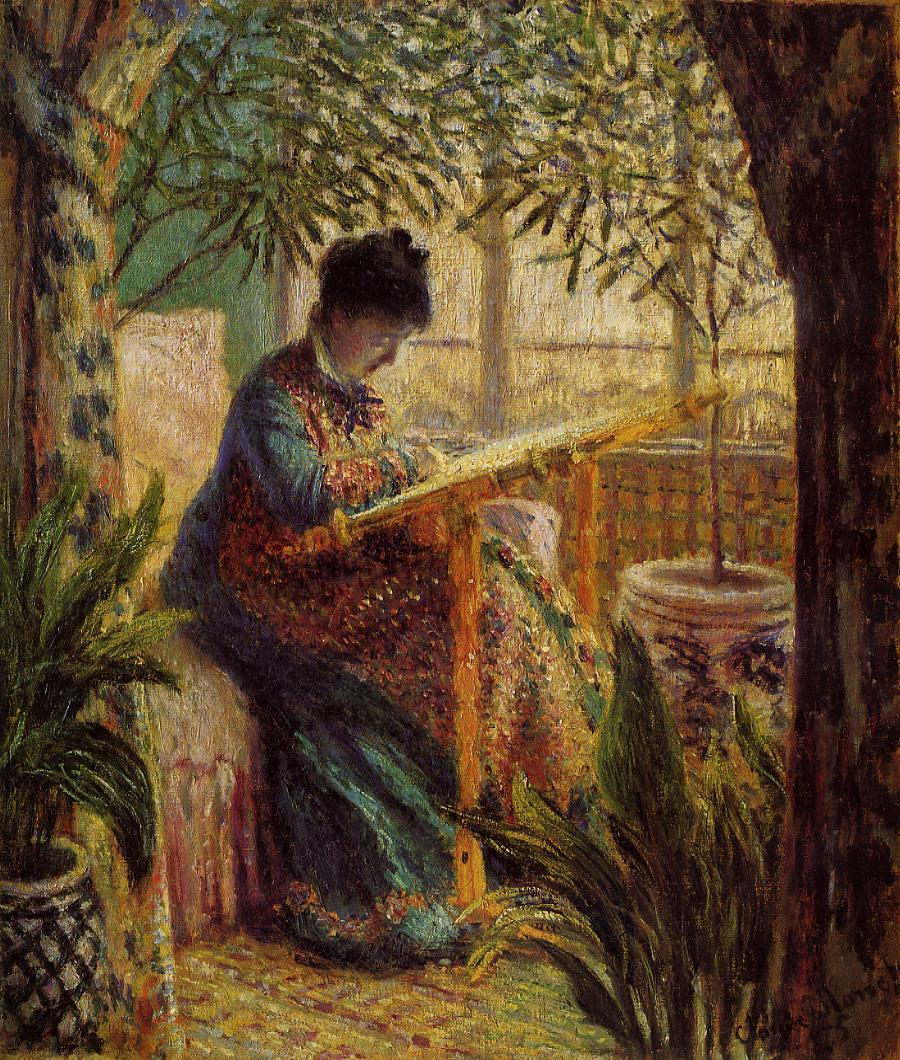
Camille au métier, 1875
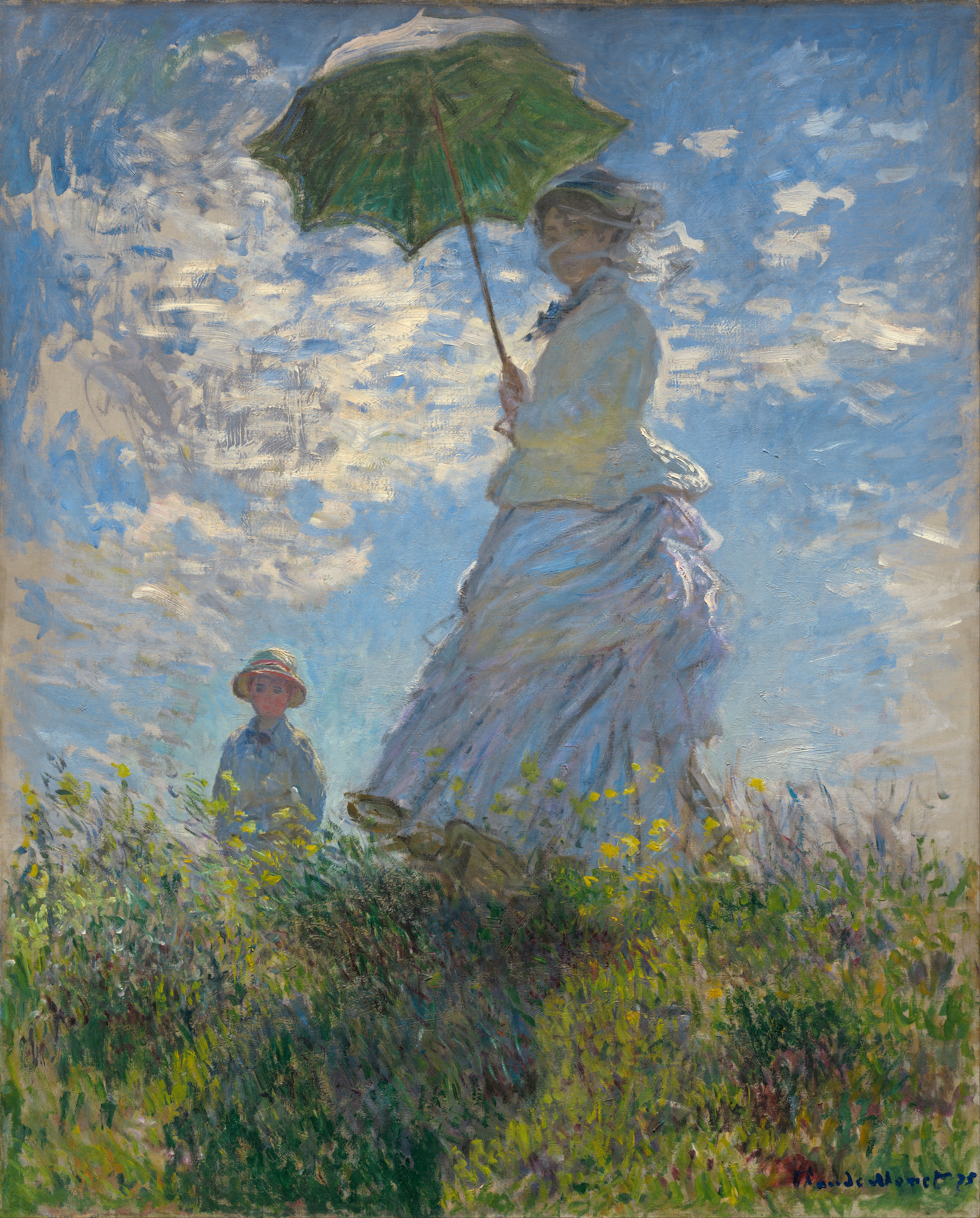
打陽傘的女人，1875 年
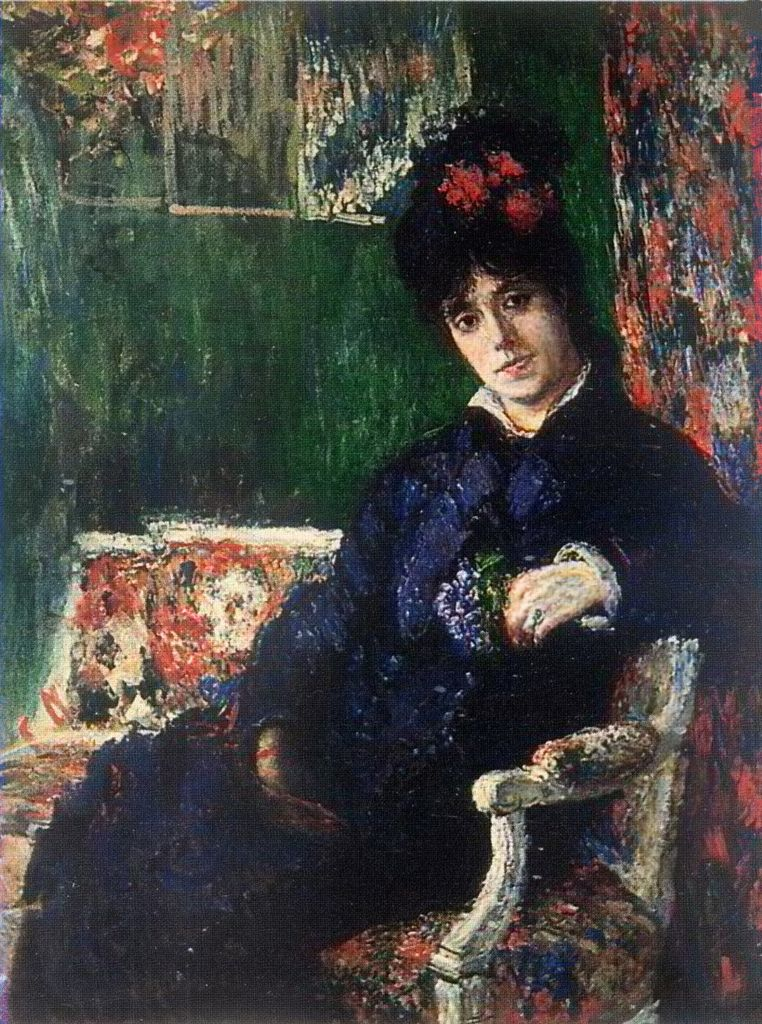
戴着一束紫罗兰的卡米尔肖像，1877 年

其他艺术家的画作
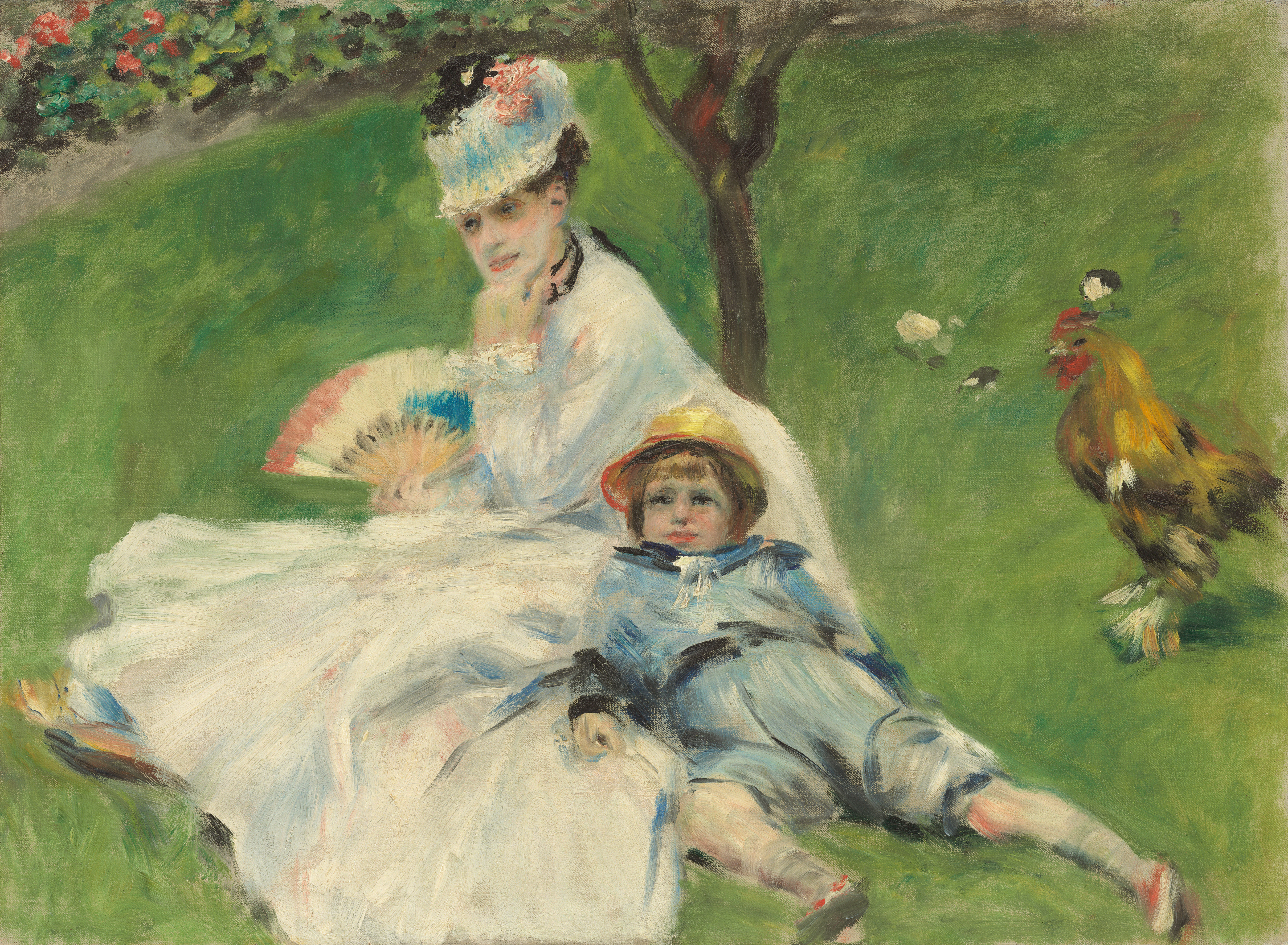
皮埃尔-奥古斯特·雷诺阿，莫奈夫人和她的儿子，1874 年，国家美术馆
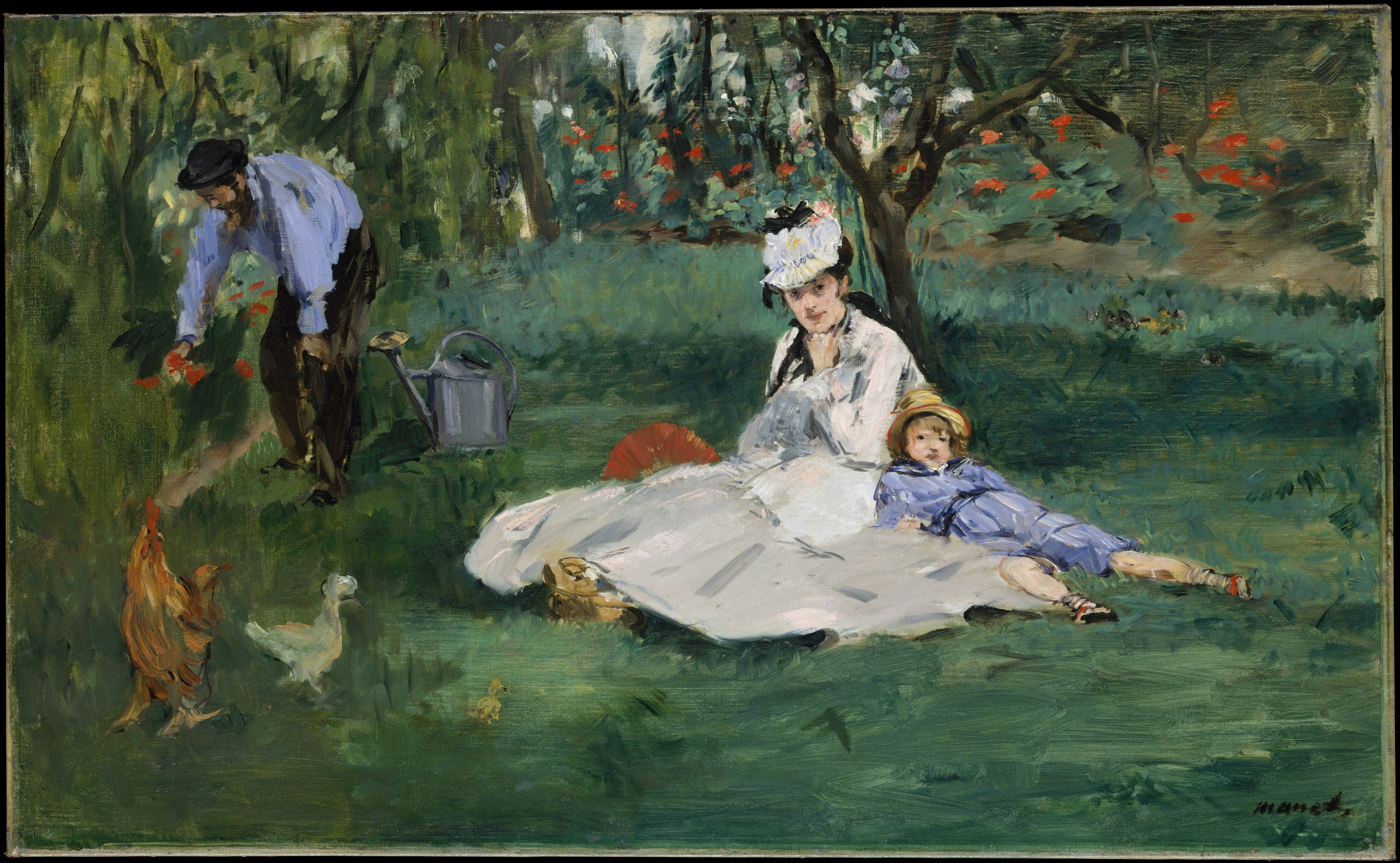
爱德华·马奈， 莫奈家族在阿让特伊花园中，1874 年，大都会艺术博物馆